# Liste der Nummer-eins-Country-Alben in den USA (1994)
Dies ist eine Liste der Nummer-eins-Alben in den von Billboard ermittelten Verkaufscharts für Country-Alben in den USA im Jahr 1994. In diesem Jahr gab es neun Nummer-eins-Alben.

| ← 1993 ← | Liste der Nummer-eins-Country-Alben in den USA | Liste der Nummer-eins-Country-Alben in den USA | Liste der Nummer-eins-Country-Alben in den USA | 1995 →                    |
| \| Zeitraum \| Wo. ges. \| Interpret \| Titel \| Zusätzliche Informationen \| \| (Zeitraum, Wochen auf Platz eins, Interpret, Titel, zusätzliche Informationen) \| \| \| \| \| \| ------------------------------------------------------------------------------ \| -------- \| ----------------------- \| ----------------------------------------- \| ------------------------- \| \| 1. Januar 1994 – 21. Januar 1994 3 Wochen (insgesamt 11) \| 11 \| Various Artists \| Common Thread: The Songs of the Eagles[1] \| — \| \| 22. Januar 1994 – 28. Januar 1994 1 Woche (insgesamt 1) \| 1 \| Reba McEntire \| Greatest Hits Volume Two[2] \| — \| \| 29. Januar 1994 – 11. Februar 1994 2 Wochen (insgesamt 13) \| 13 \| Various Artists \| Common Thread: The Songs of the Eagles \| — \| \| 12. Februar 1994 – 25. März 1994 6 Wochen (insgesamt 6) \| 6 \| John Michael Montgomery \| Kickin' It Up[3] \| — \| \| 26. März 1994 – 8. April 1994 2 Wochen (insgesamt 2) \| 2 \| Various Artists \| Rhythm, Country and Blues[4] \| — \| \| 9. April 1994 – 22. Juli 1994 15 Wochen (insgesamt 15) \| 15 \| Tim McGraw \| Not a Moment Too Soon[5] \| — \| \| 23. Juli 1994 – 29. Juli 1994 1 Woche (insgesamt 1) \| 1 \| Alan Jackson \| Who I Am[6] \| — \| \| 30. Juli 1994 – 14. Oktober 1994 11 Wochen (insgesamt 26) \| 26 \| Tim McGraw \| Not a Moment Too Soon \| — \| \| 15. Oktober 1994 – 21. Oktober 1994 1 Woche (insgesamt 1) \| 1 \| Brooks & Dunn \| Waitin' on Sundown[7] \| — \| \| 22. Oktober 1994 – 25. November 1994 5 Wochen (insgesamt 5) \| 5 \| Mary Chapin Carpenter \| Stones in the Road[8] \| — \| \| 26. November 1994 – 9. Dezember 1994 2 Wochen (insgesamt 2) \| 2 \| George Strait \| Lead On[9] \| — \| \| 10. Dezember 1994 – 30. Dezember 1994 3 Wochen (insgesamt 28) \| 28 \| Tim McGraw \| Not a Moment Too Soon \| — \| |                                                |                                                |                                                |                           |
| ← 1993 |                                                |                                                |                                                | → 1995 →                  |
| Zeitraum | Wo. ges.                                       | Interpret                                      | Titel                                          | Zusätzliche Informationen |
| (Zeitraum, Wochen auf Platz eins, Interpret, Titel, zusätzliche Informationen) |                                                |                                                |                                                |                           |
| 1. Januar 1994 – 21. Januar 1994 3 Wochen (insgesamt 11) | 11                                             | Various Artists                                | Common Thread: The Songs of the Eagles         | —                         |
| 22. Januar 1994 – 28. Januar 1994 1 Woche (insgesamt 1) | 1                                              | Reba McEntire                                  | Greatest Hits Volume Two                       | —                         |
| 29. Januar 1994 – 11. Februar 1994 2 Wochen (insgesamt 13) | 13                                             | Various Artists                                | Common Thread: The Songs of the Eagles         | —                         |
| 12. Februar 1994 – 25. März 1994 6 Wochen (insgesamt 6) | 6                                              | John Michael Montgomery                        | Kickin' It Up                                  | —                         |
| 26. März 1994 – 8. April 1994 2 Wochen (insgesamt 2) | 2                                              | Various Artists                                | Rhythm, Country and Blues                      | —                         |
| 9. April 1994 – 22. Juli 1994 15 Wochen (insgesamt 15) | 15                                             | Tim McGraw                                     | Not a Moment Too Soon                          | —                         |
| 23. Juli 1994 – 29. Juli 1994 1 Woche (insgesamt 1) | 1                                              | Alan Jackson                                   | Who I Am                                       | —                         |
| 30. Juli 1994 – 14. Oktober 1994 11 Wochen (insgesamt 26) | 26                                             | Tim McGraw                                     | Not a Moment Too Soon                          | —                         |
| 15. Oktober 1994 – 21. Oktober 1994 1 Woche (insgesamt 1) | 1                                              | Brooks & Dunn                                  | Waitin' on Sundown                             | —                         |
| 22. Oktober 1994 – 25. November 1994 5 Wochen (insgesamt 5) | 5                                              | Mary Chapin Carpenter                          | Stones in the Road                             | —                         |
| 26. November 1994 – 9. Dezember 1994 2 Wochen (insgesamt 2) | 2                                              | George Strait                                  | Lead On                                        | —                         |
| 10. Dezember 1994 – 30. Dezember 1994 3 Wochen (insgesamt 28) | 28                                             | Tim McGraw                                     | Not a Moment Too Soon                          | —                         |